# Luhansk
Luhansk o Lugansk (ucraïnès: Луганськ, rus: Луганск), és una ciutat ucraïnesa i la capital de l'óblast de Luhansk. D'ençà el 2014 és de facto la capital de la República Popular de Luhansk de la Rússia. La seva població s'elevava a 424.113 habitants el 2014.

## Geografia
Luhansk està situat al Donbàs, a prop de la frontera russa. Es troba a 147 km de Donetsk.

## Història
Luhansk rep el seu nom pel riu Luhan, sobre les ribes del qual és construïda. La història de la ciutat es remunta a la fundació el 1795 d'una fàbrica metal·lúrgica per part de l'industrial britànic Charles Gascoigne. Va ser el punt de sortida d'una indústria que continua sent important. Luhansk va rebre l'estatut de ciutat en 1882. Situada a la conca del Donetsk, el Donbàs, Luhansk ha estat desenvolupada per les autoritats soviètiques com un important centre industrial, en particular per a la construcció de locomotores.
El 5 de novembre de 1935, Luhansk esdevingué Voroixílovgrad (en rus i en ucraïnès: Ворошиловград) en honor del comandant de l'Exèrcit Roig i polític Kliment Voroixílov, originari de la zona de Luhansk. Però el 5 de març de 1958, la ciutat retrobà el seu antic nom, en aplicació d'una nova llei que prohibia utilitzar els noms de persones vives. El 5 de gener de 1970, després de la defunció de Voroixílov, Luhansk va tornar a ser Voroixílovgrad. Finalment, el 4 de maig de 1990, un decret del Soviet suprem de l'RSS d'Ucraïna li va retornar el seu nom d'origen.

## Població
Padrons (*) o estimacions de població:
| 1897*   | 1911    | 1926*   | 1939*   | 1959*   | 1970*   | 1979*   |
| ------- | ------- | ------- | ------- | ------- | ------- | ------- |
| 34 200  | 33 000  | 71 000  | 213 000 | 274 520 | 382 774 | 463 047 |
| 1989*   | 2001*   | 2007    | 2008    | 2009    | 2010    | 2011    |
| 496 813 | 463 097 | 446 052 | 441 846 | 437 975 | 434 869 | 431 109 |

## Economia
La principal empresa de Luhansk és la societat Luhanskteplovoz (en ucraïnès: Лугансктепловоз) : fàbrica de locomotores fundada en 1896, que emplea 8.100 assalariats (2007).

## Personalitats
Van néixer a Luhansk o hi van tenir estreta relació:
- Serguei Bubka (n. 1963) : saltador de perxa soviètic, després ucraïnès
- Vladímir Dahl (1801-1872) : lexicògraf rus
- Mikola Xmatko (n. 1943) : escultor i pintor ucraïnès
- Kliment Voroixílov (1881-1969) : militar i polític soviètic
- Oleksandr Zavàrov (n. 1961) : futbolista soviètic, després ucraïnès

## Agermanaments
- Saint-Étienne,  França